# 검둥이
검둥이는 흑인을 낮잡아 이르는 한국어 명칭으로, 영어로 니그로로 번역하는 경우가 많으나 니그로가 유래는 아니다.
원래는 검은 대상에 대해 검둥이라고 애칭으로 부르는 것으로 시작되었으나 점차 비하적 의미로 바뀌어갔다. 

## 같이 보기
- 니거